# Herba vermella
La herba vermella o espergulària vermella (Spergularia rubra) és una planta herbàcia que sol créixer en camins i solars amb sòls arenosos i salabrosos del litoral a la muntanya mitjana. Pertany a la família de les Cariofil·làcies, mesura entre 5 i 25 cm, està formada de fulles petites linears amb unes inflorescències de color rosa. Es troba per les Balears i gran part de la península Ibèrica així com a gran part d'Europa i Sud Àfrica en diverses subespècies.

## Etimologia
El nom genèric Spergularia prové de la forma llatina asparagus que traduït al català seria "espàrrec" i que té com a significat "brot". Rubra prové de l'adjectiu llatí ruber que en la seva forma femenina seria rubra i que es pot traduir com "vermell".

## Descripció morfològica

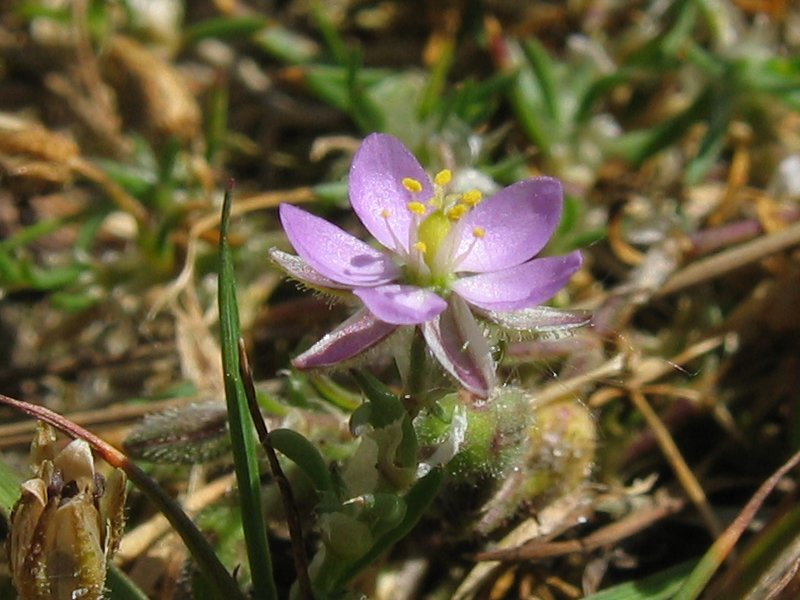
flower en detail

Planta erecta o difusa de tija epigea, pilosa granulosa, principalment a la part superior; prima i una mica lignificada d'entre 5 i 25 cm de ramificació monopòdica. La rel és vertical, prima i una mica lignificada.
Fulles de dimensions de 4-25(35) x 0,4-0,6 mm són carnoses, aristades, decussades, linears, planes i solen trobar-se en gran nombre. Les estipules són lanceolades i en ocasions triangulars, platejades i de disposició oposada. Formen el nus en la tija i solen ser petites, no superen els 5 cm.
Entre maig i agost apareixen unes inflorescències cimoses terminals, glanduloses i pubescents constituïdes per flors petites de només 3 mm, són hermafrodites o bisexuals sent plantes monoiques. S'observen pedicels florals fal·liformes peluts i granulosos d'1-3 vegades tan llargs com el calze i no capil·lars. Les peces estèrils de la inflorescència estan formades per un calze amb 5 sèpals lliures, oblongs, obtusos, herbacis al mig i de marge blanc i escariós i una corol·la amb 5 pètals de color uniformement rosa o amb tonalitat blanca a la base depenent de la subespècie iguals o més curts que els sèpals i enters. Són doncs flors pentàmeres. A més l'ovari està col·locat per sobre dels pètals i sèpals, sent una flor hipògina. Són inflorescències de simetria actinomorfa. L'androceu està format per (5)10 estams. D'anteres introses i dehiscència longitudinal.
El gineceu és súper i pluricarpel·lar, consta de 3 carpels soldats en un ovari unilocular. A l'interior es formen nombrosos primordis seminals campilòtrops i de placentació basal i axial. Hi ha 3 estils lliures.
Forma un fruit del tipus càpsula de mida semblant al calze amb llavors piriformes i tuberculades.

## Ecologia

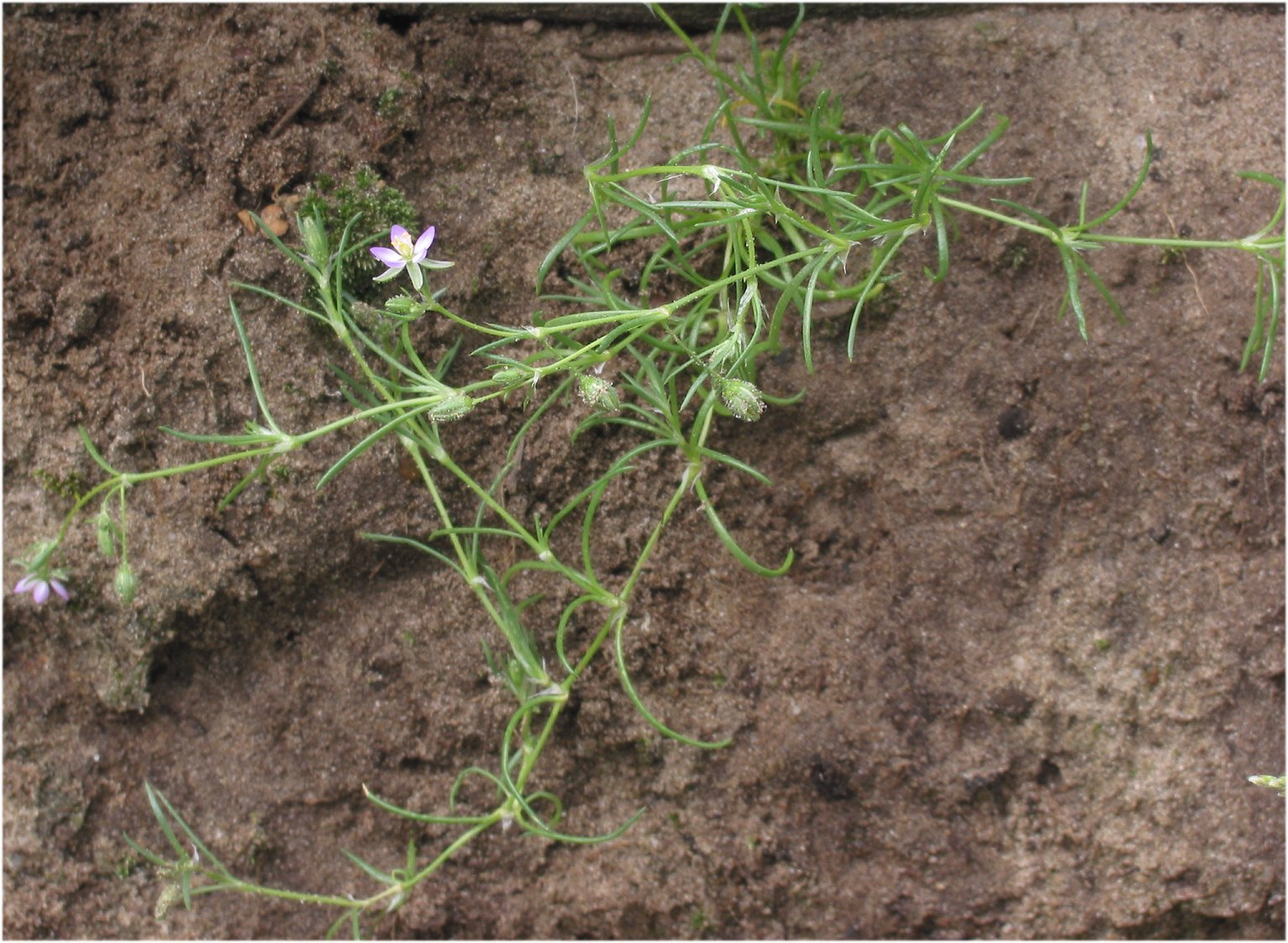
Tijes i fulles. Hàbitats arenosos

L'hàbitat en què s'acostuma ha trobar, sobretot, és en zones de la costa, terrenys abandonats, escletlles, penya-segats marítims i terrenys sorrencs, sense cultivar.
A nivell local la podem trobar a la conca mediterrània, des de les costes del sud de França, fins al llarg de les costes del País Valencià; cal dir, que podem trobar Spergularia rubra a les illes balears.
A nivell mundial la trobem distribuïda per Àfrica del nord, Austràlia, Amèrica del nord, Europa central i de l'est, la part oest de Rússia, Gran Bretanya, el sud d'Irlanda, les costes de Noruega, Finlàndia i Suècia.

## Composició química
S'ha descrit la presència de:
- resina aromàtica
- antiocianòsids
- flavonoides
- saponòsids
- sals potàssiques
- sals càlciques

## Accions farmacològiques
Degut al seu contingut en flavonoides i sals potàssiques presenta una acció diürètica especialment uricosúrica, és a dir, que afavoreix secreció d'àcid úric.

## Usos medicinals
L'herba vermella s'utilitza com a diürètic; és important recalcar que és un bon depuratiu per a casos de reumatisme. Està recomanada per problemes de vesícula, cistitis i disúria.
En general, i en casos que calgui un augment de diurisme com en edemes, hipertensió arterial, sobreprès i/o retenció de líquids, afeccions genitourinàries (cistitis, ureteritis, pielonefritis, oligúria, hiperuricèmia, gota). Afavoreix l'emissió d'orina, la dissolució dels càlculs renals i l'eliminació de toxines.

## Toxicitat
L'ús de diürètics en presència d'hipertensió o cardiopaties només s'ha de fer per prescripció i sota control mèdic, donada la possibilitat d'aparició d'una descompensació tensional, o si l'eliminació de potassi és considerable, una potenciació de l'efecte dels cardiotònics (inotròpics, crontròpics…).
No es poden prescriure extractes alcohòlics de la droga a nens menors de dos anys o persones en procés de deshabituació etílica.